# سد کف‌بند
سد کف بند مربوط به سده‌های میانه دوران‌های تاریخی پس از اسلام است و در شهرستان لارستان، بخش مرکزی، دهستان حومه، ۲ کیلومتری غرب روستای هرمود مهر خوی واقع شده و این اثر در تاریخ ۱۸ شهریور ۱۳۸۷ با شمارهٔ ثبت ۲۳۳۹۶ به‌عنوان یکی از آثار ملی ایران به ثبت رسیده است.